# Kunjah
Kunjah (en ourdou : کنجاہ) est une ville pakistanaise située dans le district de Gujrat, dans la province du Pendjab. C'est la septième plus grande ville du district. Elle est située dans le nord de la province, à proximité de la frontière avec l'Inde et du Cachemire. Elle est située à seulement 11 kilomètres au sud-ouest de Gujrat.
La population de la ville a été multipliée par plus de deux entre 1972 et 2017 selon les recensements officiels, passant de 13 342 habitants à 32 648. Entre 1998 et 2017, la croissance annuelle moyenne s'affiche à 1,6 %, inférieure à la moyenne nationale de 2,4 %. Selon le recensement de 2023, la population de la ville monte à 90 905 habitants
|            | 1972 (rec.) | 1981 (rec.) | 1998 (rec.) | 2017 (rec.) | 2023 (rec.) |
| ---------- | ----------- | ----------- | ----------- | ----------- | ----------- |
| Population | 13 342      | 16 366      | 24 338      | 32 648      | 90 905      |